# جواز سفر أجنبي (إندونيسيا)
جواز سفر أجنبي (بالإندونيسية: Paspor Orang Asing) هو جواز سفر أجنبي صادر عن إندونيسيا. هو وثيقة رسمية مدتها سنتان، مؤلفة من 24 صفحة، تصدر للأشخاص المقيمين بشكل دائم في إندونيسيا والذين لا يمكنهم الحصول على وثائق سفر من أي دولة أخرى. يشار إليه باللغة الإنجليزية على أنها «جواز سفر إندونيسي للأجانب» أو «جواز سفر شخص عديمي الجنسية إندونيسي» أو «وثيقة سفر عديمي الجنسية إندونيسي».

## التفاصيل
استخدم قانون وثائق السفر لعام 1950 مصطلح جواز سفر أجنبي، وفي المادة 5 أذن بإصدار نقاط عمل للأشخاص الذين يعيشون في إندونيسيا. تنص المادة 6 على أن فترة الصلاحية لن تكون إلا من ثمانية إلى اثني عشر شهرًا ولا يمكن تمديدها، على عكس جوازات السفر العادية التي صدرت لمدة عامين ويمكن تمديدها مرتين بنفس المدة الزمنية. تحول قانون وثائق السفر لعام 1959 إلى استخدام مصطلح جواز سفر الأجانب، ولكنه أعطى أحكامًا مماثلة بشأن الإصدار، وأذن بفترة صلاحية أطول مدتها ثمانية عشر شهرًا، وغير قابلة للتجديد مرة أخرى. تقصر المادة 34 من قانون الهجرة لعام 1992 إصدار الجواز على الأجانب المقيمين بشكل دائم في إندونيسيا، وأوضحت أن الجواز يفقد صلاحيته إذا حصل حامله على وثيقة سفر من بلد آخر. أوضحت لوائح وثيقة السفر لعام 1994 جواز سفر الأجانب تعادل المصطلح الدولي «شهادة الهوية»، وأنه لا يجوز تمديد فترة صلاحيتها. لا ينص قانون الهجرة لعام 2011 على أحكام قانون العقوبات، فقط لوثيقة السفر بدلاً من جواز سفر الأجنبي.
تم إصدار الجواز بشكل شائع للسكان الصينيين المؤيدين لحزب الكومينتانغ الذين لم يولدوا في إندونيسيا، والذين اعتبرتهم الحكومة الإندونيسية عديمي الجنسية لأنهم لم تشملهم معاهدة الجنسية المزدوجة بين جمهورية الصين الشعبية وإندونيسيا.

## القبول
تنص الهجرة في نيوزيلندا على أن جواز سفر الأجنبي وثيقة سفر مقبولة لأغراض إصدار التأشيرة، بشرط أن تكون صالحة لنيوزيلندا والدول الأخرى التي سيمر بها حامل البطاقة، وتم التصديق عليها بشكل صحيح مع تصريح دخول إندونيسي صالح بعد ثلاثة أشهر على الأقل من التاريخ المتوقع لمغادرة نيوزيلندا. اعتبارًا من عام 2007 أشارت دول بنلوكس وإسبانيا وفرنسا وإيطاليا وليتوانيا والبرتغال وسلوفينيا والنرويج صراحةً إلى أنها لا تعترف بوثائق سفر الأجنبي الإندونيسي ولن تضع عليها تأشيرات. لم تزود دول الاتحاد الأوروبي الأخرى مجلس فرقة العمل المعنية بالتأشيرات التابعة للاتحاد الأوروبي بأي معلومات عن موافقتها. لم تذكر أي دولة من دول الاتحاد الأوروبي صراحة قبولها لها. في أبريل 2010 أصبحت جمهورية التشيك أول دولة في الاتحاد الأوروبي تشير صراحة إلى موافقتها عليها.